# Левеа
'Левеа је насеље у Грчкој у општини Суровичево, периферија Западна Македонија. Према попису из 2021. било је 660 становника.
На попису из 1991. године Левеа је имала 1.022 становника, потомака грчких избеглица из Турске. Село сераније звало Елевиш.

## Становништво
| Година       | 1951  | 1961  | 1971 | 1981  | 1991  | 2001 | 2011 |
| ------------ | ----- | ----- | ---- | ----- | ----- | ---- | ---- |
| Становништво | 1.048 | 1.025 | 959  | 1.087 | 1.022 | 826  | 828  |